# هاري إنساين
هاري إنساين (بالإنجليزية: Harry Ensign)‏ (1883 في واتربوري، كونيتيكت - 1943 في هوليوود)، مصور سينمائي أمريكي في عصر السينما الصامتة. أصبح رئيس مختبر الأفلام في باراماونت بيكتشرز.
عمل مع تشارلي تشابلن في عدة أفلام مثل :
- ليلة في العرض (1915)
- امرأة (1915)
- عن طريق البحر (1915)
- البطل (1915)
- فرار الميني باص (1915)
- البنك (1915)
- عمل(1915)
- ليلة في الخارج (1915)
- مختطف (1915)
- شرطي (1916)
- مشكلة ثلاثية (1918)

## وصلات خالرجية
- هاري إنساين على موقع IMDb (الإنجليزية)
- هاري إنساين على موقع ألو سيني (الفرنسية)
- هاري إنساين على موقع أول موفي (الإنجليزية)
- هاري إنساين على موقع قاعدة بيانات الأفلام السويدية (السويدية)
- هاري إنساين على موقع قاعدة بيانات الفيلم (الإنجليزية)